# Murgantia angularis
Murgantia angularis är en insektsart som först beskrevs av Walker 1867.  Murgantia angularis ingår i släktet Murgantia och familjen bärfisar. Inga underarter finns listade i Catalogue of Life.